# Erico II de Noruega
Erico Magnusson (1268 - Bergen, 15 de julio de 1299) (Noruego: Eirik Magnusson; Nórdico Antiguo: Eiríkr Magnússon) fue Rey de Noruega desde el 1280 hasta el 1299.

## Vida
Erico era el mayor de los hijos de Magnus VI de Noruega e Ingeborg Eriksdatter, hija de Erico IV de Dinamarca. En 1273, cuando solo tenía 5 años, recibió el título de rey, junto a su padre, quien planeaba celebrar una coronación para Erico como su cogobernante subordinado en el verano del 1280. Sin embargo, el rey Magnus VI falleció antes de que todo esto se pudiese realizar, quedando Erico como rey único y coronándose como tal en la ciudad de Bergen en el año 1280.
Durante la minoría de edad del nuevo rey, Erico II de Noruega, el reino fue gobernado por un consejo real formado por prominentes barones y probablemente también por su madre, Ingeborg Eriksdatter. Aun habiendo alcanzado la mayoría de edad en 1282, se cree que durante el reinado de Erico II este consejo real tuvo una gran influencia. Su hermano, Haakon, recibió en 1273 el título de «Duque de Noruega», y desde 1280 gobernó una gran área alrededor de Oslo en el este de Noruega y Stavanger en el suroeste, subordinada al rey Erico II. La residencia principal del rey estaba en Bergen, Noruega Occidental.
Erico II se casó con la princesa Margarita de Escocia, hija del rey Alejandro III de Escocia, en Bergen en 1281. Margarita murió dos años después dando a luz a Margarita, «la Doncella de Noruega», que posteriormente se convertiría en reina de Escocia en 1286 hasta su muerte en 1290. Su muerte inició la disputada sucesión del trono, que conduciría a las Guerras de Independencia de Escocia. En este contexto,  Erico II reclamó brevemente y sin éxito la Corona escocesa como herencia de su hija.
Más tarde, Erico II se casó con Isabel Bruce, hermana del rey Roberto I de Escocia. Durante su matrimonio, Erico II no consiguió tener un heredero varón que consiguiese sobrevivir, aunque sí tuvo una hija, Ingeborg Eriksdottir de Noruega, que se casó con Valdemar Magnusson, duque de Finlandia, en 1312. Ingeborg Eriksdotter fue nombrada duquesa de Öland.

## Reinado
A través de su ascendencia materna, Erico era descendiente del rey Olaf II «el Santo» y, por lo tanto, con su ascenso al trono la descendencia de Olaf volvió a reinar en Noruega. Fue coronado en Bergen el 2 de julio de 1280, contando con solo 12 años de edad. Por su corta edad, el gobierno recayó en sus consejeros, entre los que se encontraba la reina viuda Ingeborg.
Se le recuerda como un monarca débil, cuyas decisiones siempre estuvieron influidas por sus consejeros, aun cuando alcanzó la mayoría de edad a los 15 años. Recibió el epíteto de  «enemigo de los curas» por su relación un poco tensa con la Iglesia noruega. Sin embargo, la situación en realidad reflejaba la rivalidad del clero con la aristocracia, que se había adueñado del gobierno.
Una característica destacada del reinado de Erico II fue la guerra con Dinamarca, llamada Guerra de los Forajidos (De fredløses krig), que se libró intermitentemente desde 1289 hasta 1295. Una de las principales motivaciones de esta guerra fue el reclamo de Erico sobre la herencia danesa de su madre. En 1287, firmó una alianza con un grupo de nobles daneses, siendo los más destacables Jacob Nielsen, conde de Halland y Stig Andersen Hvide, proscritos en Dinamarca por asesinar presuntamente al rey danés Erico V de Dinamarca, dando cobijo a estos en Noruega en 1287. El propio Erico II dirigió una gran flota noruega que, junto con los forajidos daneses, atacaron Dinamarca en 1289. Esta flota llegó a quemar Elsinor y a amenazar Copenhague. Aparte de estas acciones, se realizaron nuevos ataques navales contra Dinamarca en 1290 y 1293, antes de que se estableciera la paz en 1295.

## Muerte
Erico II murió sin hijos, sucediéndole en el trono su hermano como Haakon V de Noruega. Erico II fue enterrado en la Antigua catedral de Bergen, que fue demolida en 1531. Actualmente, su sitio está marcado por un monumento que se encuentra en la actual Fortaleza de Bergenhus.